# Albert Panten
Albert Andreas Panten (* 1945 in Soholm) ist ein nordfriesischer Heimatforscher und ehemaliger Lehrer.

## Leben
Er unterrichtete an der Niebüller Friedrich-Paulsen-Schule Mathematik und Physik. Der Schwerpunkt seiner Schriftwerke ist die Geschichte Nordfrieslands im Mittelalter und der frühen Neuzeit.
1992 erhielt er den Hans-Momsen-Preis, den Kulturpreis des Kreises Nordfriesland, 2009 das Bundesverdienstkreuz am Bande und 2013 den nach Christian Peter Hansen benannten C.-P.-Hansen-Preis.